# Valerie Seisser
Valerie Seisser (* 31. Dezember 1862 in Würzburg; † 1953 ebenda) war eine deutsche Krankenschwester, Oberin beim Roten Kreuz in Würzburg und Mitgründerin der Rot-Kreuz-Klinik in Würzburg.

## Leben
Valerie Seisser entstammte einer Würzburger Patrizier- und Kaufmannsfamilie. Sie war die Tochter des in Würzburg 1860 niedergelassenen Arztes Karl Seisser (auch Carl Seisser; 1831–1892). Obwohl die Familie ihres Vaters seit Generationen im Tuchhandel beschäftigt war, gab es mehrere Familienmitglieder in Medizin und Forschung. Ihre Mutter war eine Tochter des Systematikers Valentin Leiblein. Auch ihr Bruder Rudolf Seisser wurde Arzt.
Da das Medizinstudium Frauen nicht möglich war, machte Seisser eine Ausbildung zur Krankenschwester in München. Bereits seit 1898 waren Münchner Rotkreuzschwestern in Würzburg in der Armen- und Säuglingspflege tätig. Zurückgekehrt aus München war Seisser zusammen mit ihrem Vetter Philipp Seisser sowie weiteren Mitgliedern ihrer Familie, wie Michael-Philipp Seißer, der Vizepräsident des Frauenbundes des bayerischen Roten Kreuzes für Nordbayern war, maßgeblich an der Gründung der Würzburger Rot-Kreuz-Klinik beteiligt. Auf Vermittlung einflussreicher Würzburger Bürger wurde im Jahre 1908 ein Anwesen in der Kapuzinerstraße erworben. Seisser wurde Oberin der Rot-Kreuz-Schwestern in Würzburg. Auf Vermittlung ihres Onkels, des Generalmajors a. D. Hans von Mieg (1865–1945) pflegte sie in den dreißiger und vierziger Jahren zusammen mit Münchner Schwestern kranke und pflegebedürftige Mitglieder des Militär-Max-Joseph-Ordens. Sie starb 1953 ledig in Würzburg.